# Emblème de l'Union africaine

Emblème de l'Union africaine.

L’emblème de l'Union africaine est le logo officiel de l'Union africaine.
Lors de la création de l'UA, un concours avait été annoncé pour la conception d'un nouvel emblème et d'un drapeau. L'Assemblée de l'Union africaine a décidé lors de la session d'Addis-Abeba de 2004 de conserver l'emblème et le drapeau de son prédécesseur, l' Organisation de l'unité africaine , et de les adopter comme nouveaux drapeau et emblème de l'UA.

## Signification
Selon les indications officielles fournies par l'Union africaine, cet emblème représente la carte vierge du continent africain sans frontières et uni, entouré d'un cercle doré symbolisant la richesse de l'Afrique et son avenir radieux. À l'extérieur de chaque côté ce dernier se dresse deux feuilles de palmier représentant la paix. Le cercle vert symbolise les espoirs et les aspirations de l'Afrique alors que les anneaux rouges entrecroisés au bas de l'emblème, représentent la solidarité africaine et le sang versé pour la libération de l'Afrique.